# Tweed Run

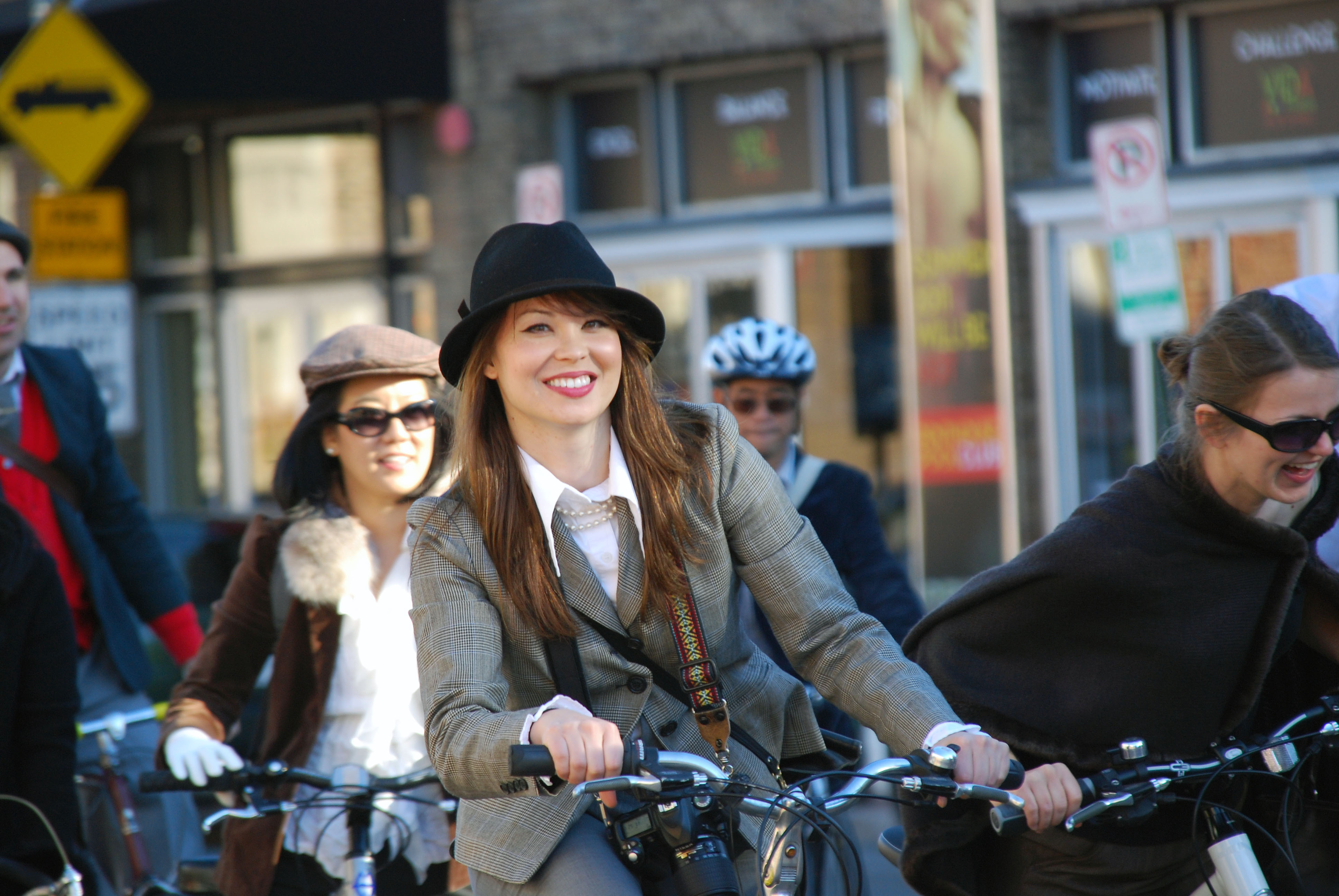
Tweed Ride en Washington D. C.

El Tweed Run (El Recorrido Tweed o Ciclismo Tweed ) es un paseo en bicicleta en grupo en el que los participantes se visten con vestimenta tradicional de ciclismo, particularmente trajes con pantalones bombachos de tweed. En el Tweed Run cualquier bicicleta es aceptable menos las de montaña, no obstante, se estimula bicicletas clásicas de época. Algunos esfuerzos por recrear el espíritu de una época pasada es siempre apreciada. Tweed run trata sobre la vuelta a los orígenes del ciclismo. El paseo se autodefine como «un paseo metropolitano en bicicleta con un poco de estilo.», (A Metropolitan Cycle Ride With a Bit of Style.)
El término Tweed procede de un tipo de traje inglés realizado con un tejido de origen escocés hecho de lana, rayón o algodón que debido a su confección y material le caracterizan por ser cálido, fuerte y resistente. Se manufactura básicamente girando hebras de lanas de diferentes colores en un hilo de dos o tres capas, favoreciendo la creación de dibujos de cuadros, rombos, espigas que tan fácil hace su reconocimiento y popularidad.

## Primera carrera Tweed

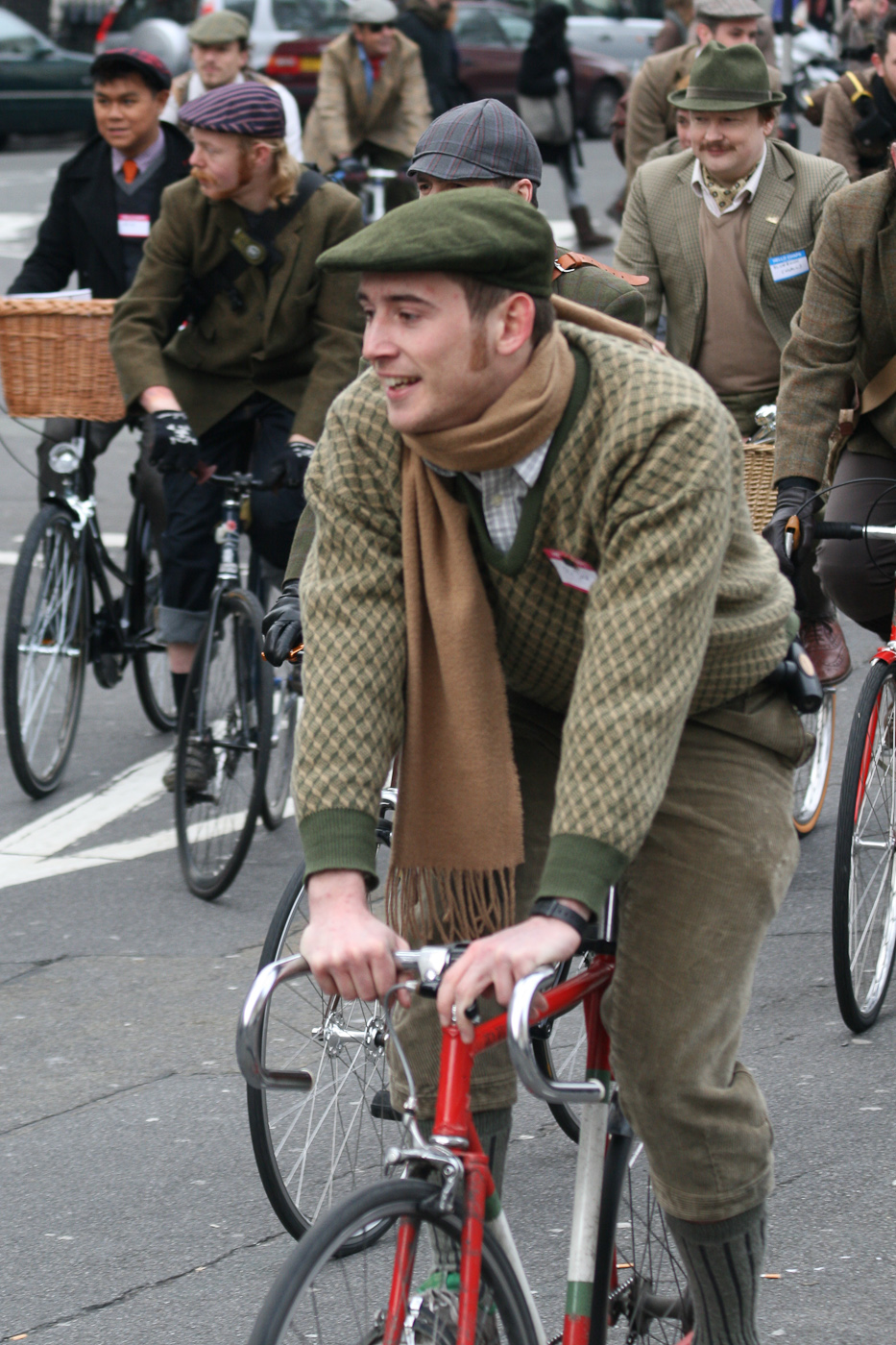
Primer recorrido Tweed en Londres

El primer Tweed Run se llevó a cabo a través del centro de Londres el 24 de enero de 2009 y organizado por el London Fixed-Gear and Single-Speed, un foro de ciclismo en línea.
La segunda vuelta se celebró el 10 de abril de 2010, para 400 ciclistas inscritos.

## Recorridos Tweed posteriores

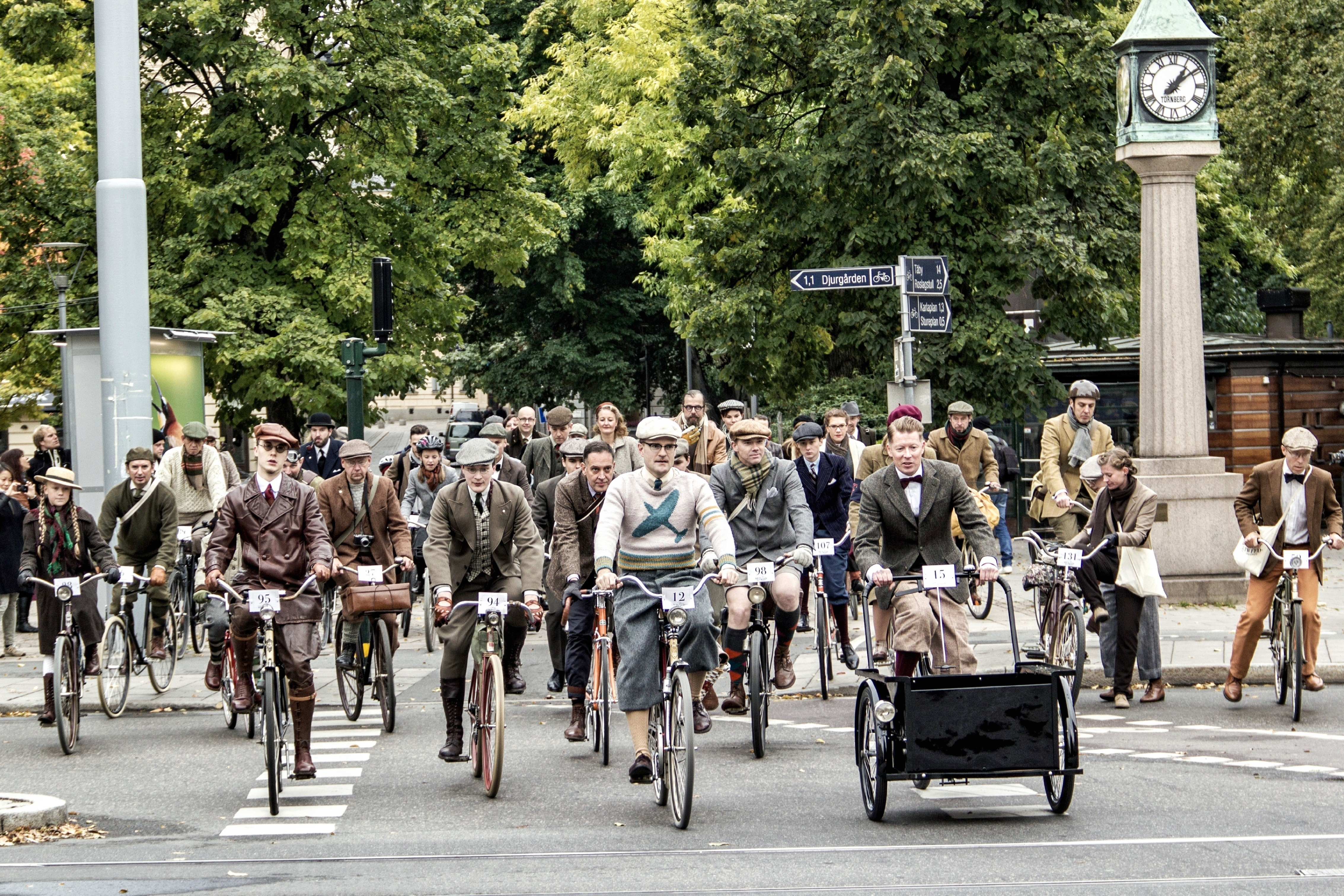
Bike in Tweed Estocolmo 2013

Desde el primer Tweed Run,  varios encuentros con un formato similar se han celebrado en lugares como San Francisco, Boston, Chicago, Filadelfia, Toronto, París, Riga, Sídney, Tokio, Washington D. C., Durango, Colorado, Dallas, Kansas City, Misuri; Texas, Fremantle; Australia Occidental,  Melbourne; Victoria, Australia, Santiago de Chile, Madrid, Chihuahua y São Paulo entre otras. Muchos de estos paseos se llevan a cabo anualmente.

## Tweed Run en Chile
El 12 de mayo de 2012 se realiza el «Tweed Run Santiago», el primer paseo en grupo a través del casco histórico de la ciudad de Santiago. En aquella oportunidad niños, jóvenes y adultos participaron de esta entretenida actividad, terminando en el famoso Parque Forestal con un pícnic como en aquellos tiempos; mantel y copas.
En el año 2013, para el aniversario del primer Tweed Run (12 de mayo), se realizó una convocatoria por Facebook, donde participaron un grupo de pedaleros entusiastas que recorrieron Santiago.
Desde la primera cicletada (paseo en bicicleta) Tweed en Santiago de Chile, que muchos amigos continúan participando en otros paseos como los Bicipaseos Patrimoniales en Santiago, vistiendo con la elegancia de aquellos años.

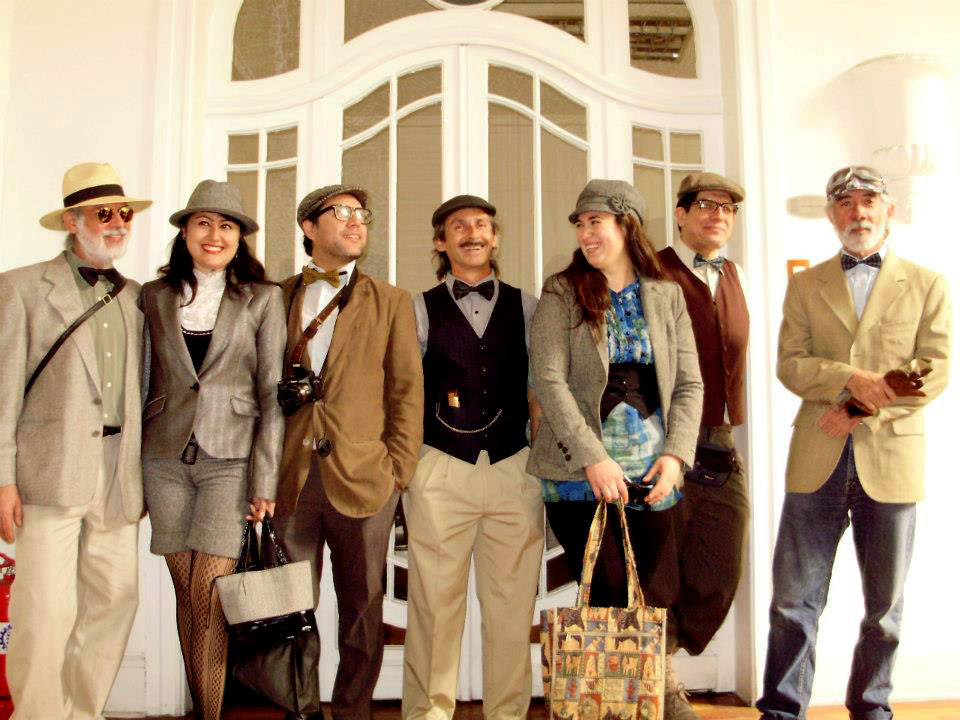
Grupo Tweed Run Santiago